# Taubenbach (Saalfeld)

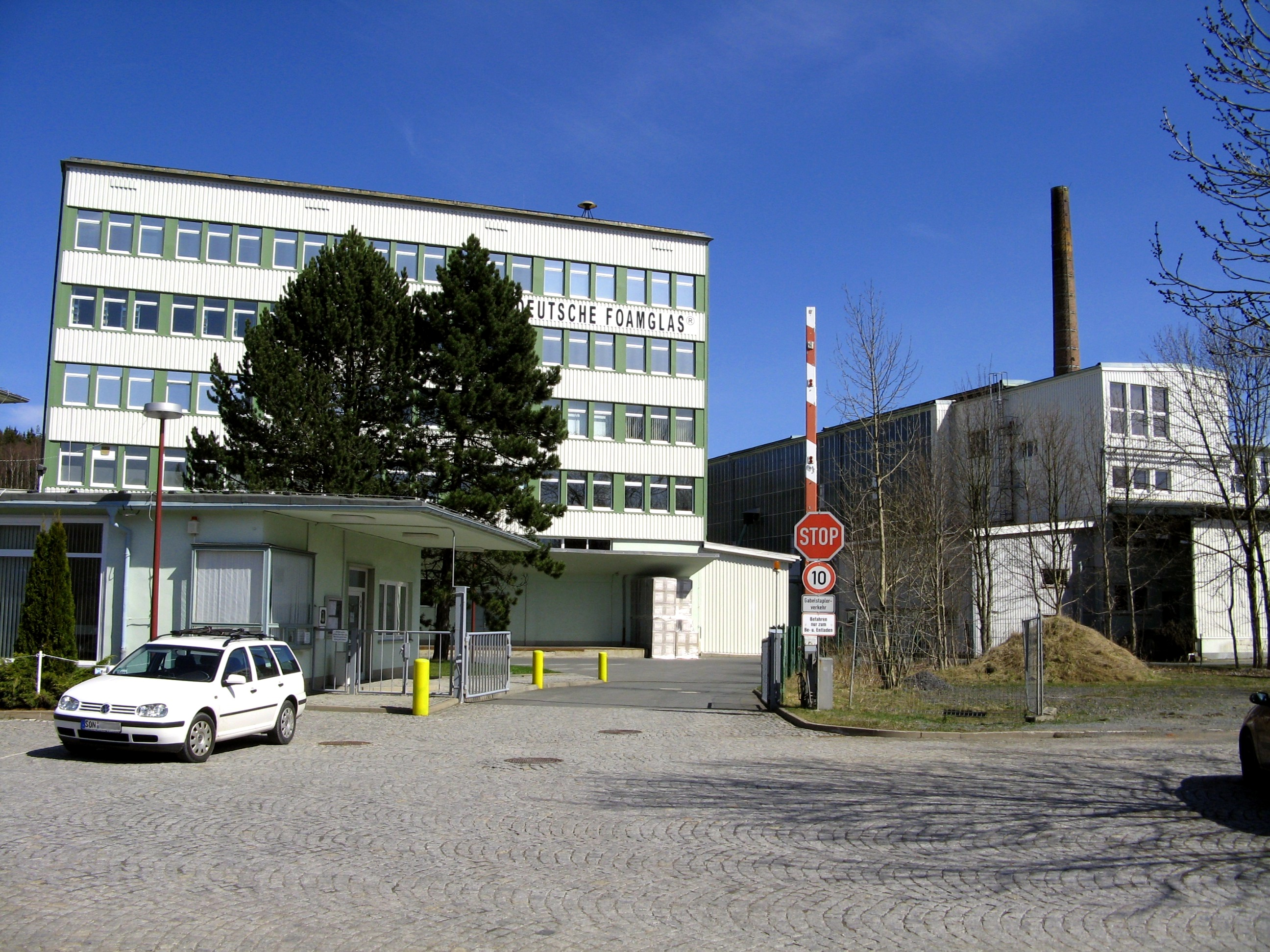
Deutsche Foamglas GmbH in Taubenbach

Taubenbach ist ein Ortsteil der Kreisstadt Saalfeld/Saale im Landkreis Saalfeld-Rudolstadt in Thüringen.

## Lage
Der Ortsteil Taubenbach liegt südlich von Schmiedefeld in einem Nebental bei Lichte. Die Bundesstraße 281 führt durch Schmiedefeld und am Ortsteil Taubenbach vorüber. Über die Landesstraße 1098 Richtung Gräfenthal ist eine weitere Verkehrsmöglichkeit.

## Geschichte
Die ursprünglich Lubenbach genannte Waldarbeiter und Bergmannssiedlung wurde 1394 erstmals urkundlich genannt, die Schreibweise Taubenbach erfolgte ab  1552. Im Jahr 1438verkauften die Wettiner diesen Teil ihres Herrschaftsgebietes an die Reichserbmarschälle von Pappenheim, ohne die Lehenshoheit aufzugeben. Deren Gräfenthaler Linie endete mit dem Tod von Christoph Ulrich von Pappenheim am 19. Dezember 1599. 1621 verkauften sie die Herrschaft wieder an das Haus Wettin. Das Amt Gräfenthal fiel erst an das Herzogtum Sachsen-Altenburg, nach der Erbteilung 1680 an Sachsen-Saalfeld. Der Verwaltungssitz des zugehörigen Amtes Gräfenthal befand sich auf der Burg Wespenstein.
Neben der Land- und Forstwirtschaft war im 19. Jahrhundert in der Region die Herstellung von Holzspielzeug, Glas und Porzellan bedeutsam. Die Gründung der Taubenbacher Porzellanfabrik erfolgte 1840 durch den einheimischen Unternehmer Carl Moritz.
Die Firma spezialisierte sich noch im ausgehenden 19. Jahrhundert auf die Fertigung von Puppenköpfen für Sonneberger Puppenmanufakturen.
Ende des 19. Jahrhunderts wurde das Projekt einer Eisenbahnlinie von Sonneberg nach Probstzella in Auftrag gegeben. Der Bau des 14,6 km langen nördlichen Gleisabschnittes von Probstzella nach Taubenbach wurde im November 1896 durch die Königliche Eisenbahndirektion Erfurt der Preußischen Staatsbahn in Angriff genommen. Am 15. Oktober 1898 wurde der Streckenabschnitt bis Taubenbach in Betrieb genommen, die anschließenden 1,6 km bis Bock-Wallendorf am 18. Januar 1899. Hier waren es neben der Porzellanindustrie vor allem die Schmiedefelder Eisenerzgruben, von der Maximilianhütte Unterwellenborn 1888 erworben, die Transportbedarf mit der Eisenbahn hatten. Bis zur Schließung der Eisenerzgrube im Dezember 1972 wurden rund 8,5 Millionen Tonnen Chamositerz auf der Strecke abtransportiert. Diese Bahnstrecke wurde von Einheimischen wegen der Anbindung der Porzellanfabrik Carl Moritz in Taubenbach (1848 bis 1939) und der Erzgruben der Maxhütte Unterwellenborn in Schmiedefeld auch Max-und-Moritz-Bahn genannt.
Die Eingemeindung nach Schmiedefeld erfolgte am 1. Juli 1950; die Orte sind seitdem zusammengewachsen. In dem Ortsteil wird unter anderem durch die Deutsche Foamglas GmbH Schaumglas hergestellt. Vorgänger des Unternehmens war der um 1962/1963 gegründete VEB Schaumglas Taubenbach (Trisola) der ab 1963 etwa 1250 Tonnen Schaumglas jährlich produzieren sollte.
Zum 1. Januar 2019 kam Taubenbach im Zuge der Eingemeindung von Schmiedefeld zur Stadt Saalfeld/Saale.